# Winston Churchill-szobor (Párizs)
A párizsi Winston Churchill-szobor a brit miniszterelnökről elnevezett sugárúton (Avenue Winston Churchill), a Petit Palais területén áll.
A bronzszobrot Jean Cardot készítette egy fénykép alapján, amely Churchillt Charles de Gaulle társaságában örökítette meg a második világháború után rendezett győzelmi felvonuláson a Champs-Élysées-n. A kéttonnás, három méter magas alkotás közadományokból készült. Churchill alakja egy téglalap formájú alapzaton áll, amelyre a brit politikus híres, 1940. június 4-én mondott szavait vésték: We shall never surrender (Soha nem adjuk meg magunkat).
A szobrot 1998. november 11-én, az első világháborút lezáró fegyvernyugvás nyolcvanadik évfordulóján leplezte le Jacques Chirac francia elnök II. Erzsébet brit királynő társaságában. Érdekesség, hogy a brit királynő uralkodásának első miniszterelnöke éppen Winston Churchill volt.
2009 augusztusában, a gyanú szerint neonáci vandálok, vörös festékkel öntötték le a szobrot, és az RH betűket firkálták a talapzatra. Utóbbiról a hivatalos szervek úgy vélték: Rudolf Heß-re utalnak.